# Hans-Jürg von Kalckreuth
Hans-Jürg Paul Wolf von Kalckreuth (* 28. Juni 1915 in Hexenagger; † 12. April 1988 in Icking) war ein deutscher Generalmajor des Heeres der Bundeswehr, Major im Generalstab des Heeres der Wehrmacht, Angehöriger von Fremde Heere Ost und der Organisation Gehlen. Zuletzt war er Befehlshaber Territorialkommando Süd in Heidelberg.

## Leben
Von Kalckreuth, Sohn eines Oberst und Oberregierungsrats, trat am 1. April 1935 als Offizieranwärter beim Infanterie-Regiment 18 in Paderborn in die Wehrmacht ein. Von Februar 1937 bis September 1942 war er Rekrutenoffizier, Bataillons-Adjutant, Regiments-Adjutant und Bataillonskommandeur im Infanterie-Regiment 18, umbenannt in Grenadier-Regiment 18 in Bielefeld und an der Front. In Russland wurde er schwer verwundet und war von September 1942 bis Januar 1943 im Lazarett. Von April bis Juni 1943 war er zum Stab der Heeresgruppe D kommandiert, von Juni bis Oktober 1943 zum Stab der 44. Infanterie-Division und vom November bis Dezember 1943 zum Satb des LI. Armeekorps in Italien. Von Dezember 1943 bis April 1944 nahm er am 12. Generalstabslehrgang an der Kriegsakademie in Hirschberg im Riesengebirge teil und wurde am 1. Januar 1944 Major im Generalstab. Von Mai bis Juli 1944 war er zweiter Generalstabsoffizier der 356. Infanterie-Division in Orvieto in Italien. Von September 1944 bis Mai 1945 war er Referent, Gruppenleiter und Abteilungsleiter in der Abteilung Fremde Heere Ost im Generalstab des Heeres/Oberkommando des Heeres, bevor er in britische Kriegsgefangenschaft geriet, aus der er im März 1947 entlassen wurde.
Von März 1947 bis März 1948 war von Kalckreuth Hilfsarbeiter und Volontär in der Firma seines Schwiegervaters Curt Benteler, der Carl Benteler KG in Bielefeld. Von März 1948 bis März 1950 war er Angehöriger der Organisation Gehlen in Pullach im Isartal, bevor er als Handelskaufmann, Prokurist und Kommanditist zur Carl Benteler KG zurückkehrte.
Am 1. August 1956 wurde von Kalckreuth als Major in die Bundeswehr eingestellt und war zunächst Referent bei IV J, später Führungsstab der Bundeswehr II im Bundesministerium der Verteidigung in Bonn. Im Mai 1959 wechselte er als G2 (Action Officer) beim stellvertretenden Chef des Stabes G2 (Militärisches Nachrichtenwesen) ins NATO-Oberkommando AFCENT in Fontainebleau bei Paris. Im August 1962 kehrte er nach Deutschland zurück, um stellvertretender Brigadekommandeur der Panzergrenadierbrigade 5 in Homberg/Efze zu werden. Im Oktober 1963 wechselte er zum Führungsakademie der Bundeswehr in Hamburg als stellvertretender Kommandeur und Kommandeur der Abteilung Streitkräfte. Von April 1967 bis September 1968 war er Brigadekommandeur der Panzerbrigade 3 in Nienburg/Weser, wo er am 3. Mai 1968 zum Brigadegeneral ernannt wurde. Anschließend wechselte er als Leiter der militärischen Abteilung zur Deutschen Botschaft bei der NATO nach Brüssel. In seiner letzten Verwendung war er von April 1972 bis September 1975 Befehlshaber Territorialkommando Süd in Heidelberg. Mit Ablauf des September 1975 wurde er in den Ruhestand versetzt.
Von Kalckreuth war verheiratet mit Gisela, geborene Benteler, und hatte ein Kind.

## Auszeichnungen
- Verwundetenabzeichen in Schwarz
- Eisernes Kreuz I. Klasse (1941)
- Infanterie-Sturmabzeichen (1942)
- Großes Verdienstkreuz des Verdienstordens der Bundesrepublik Deutschland (1973)
- Offizier der Legion of Merit (1975)